# Grand Prix moto du Qatar 2023
Le Grand Prix moto du Qatar 2023 est la dix-neuvième manche du championnat du monde de vitesse moto 2023.
Cette 20e édition du Grand Prix moto du Qatar se déroule du 17 novembre au 19 novembre sur le circuit international de Losail.
Pour la première fois depuis 2006, le Grand Prix n'a pas eu lieu en ouverture de la saison en raison de la rénovation du circuit.

## Qualifications

### MotoGP
| Meilleur tour de la session |

| Pos.             | No. | Pilote                | Constructeur | Temps de qualification | Temps de qualification | Grille finale | Row |
| Pos.             | No. | Pilote                | Constructeur | Q1                     | Q2                     | Grille finale | Row |
| ---------------- | --- | --------------------- | ------------ | ---------------------- | ---------------------- | ------------- | --- |
| 1                | 10  | Luca Marini           | Ducati       | Qualifié en Q2         | 1 min 51 s 762         | 1             | 1   |
| 2                | 49  | Fabio Di Giannantonio | Ducati       | Qualifié en Q2         | 1 min 51 s 892         | 2             | 1   |
| 3                | 73  | Álex Márquez          | Ducati       | 1 min 52 s 437         | 1 min 51 s 898         | 3             | 1   |
| 4                | 1   | Francesco Bagnaia     | Ducati       | Qualifié en Q2         | 1 min 52 s 036         | 4             | 2   |
| 5                | 89  | Jorge Martín          | Ducati       | Qualifié en Q2         | 1 min 52 s 058         | 5             | 2   |
| 6                | 5   | Johann Zarco          | Ducati       | 1 min 52 s 382         | 1 min 52 s 101         | 6             | 2   |
| 7                | 93  | Marc Márquez          | Honda        | Qualifié en Q2         | 1 min 52 s 103         | 7             | 3   |
| 8                | 12  | Maverick Viñales      | Aprilia      | Qualifié en Q2         | 1 min 52 s 175         | 8             | 3   |
| 9                | 25  | Raúl Fernández        | Aprilia      | Qualifié en Q2         | 1 min 52 s 348         | 9             | 3   |
| 10               | 41  | Aleix Espargaró       | Aprilia      | Qualifié en Q2         | 1 min 52 s 466         | 16            | 4   |
| 11               | 33  | Brad Binder           | KTM          | Qualifié en Q2         | 1 min 52 s 729         | 10            | 4   |
| 12               | 37  | Augusto Fernández     | KTM          | Qualifié en Q2         | 1 min 52 s 784         | 11            | 4   |
| 13               | 72  | Marco Bezzecchi       | Ducati       | 1 min 52 s 504         | N/A                    | 12            | 6   |
| 14               | 20  | Fabio Quartararo      | Yamaha       | 1 min 52 s 524         | N/A                    | 13            | 5   |
| 15               | 23  | Enea Bastianini       | Ducati       | 1 min 52 s 828         | N/A                    | 14            | 5   |
| 16               | 43  | Jack Miller           | KTM          | 1 min 52 s 889         | N/A                    | 15            | 5   |
| 17               | 88  | Miguel Oliveira       | Aprilia      | 1 min 53 s 099         | N/A                    | 17            | 6   |
| 18               | 21  | Franco Morbidelli     | Yamaha       | 1 min 53 s 143         | N/A                    | 18            | 6   |
| 19               | 44  | Pol Espargaró         | KTM          | 1 min 53 s 362         | N/A                    | 19            | 7   |
| 20               | 36  | Joan Mir              | Honda        | 1 min 53 s 570         | N/A                    | 20            | 7   |
| 21               | 27  | Iker Lecuona          | Honda        | 1 min 53 s 838         | N/A                    | 21            | 7   |
| 22               | 30  | Takaaki Nakagami      | Honda        | 1 min 54 s 360         | N/A                    | 22            | 8   |
| Rapport officiel |     |                       |              |                        |                        |               |     |

## Classements MotoGP

### Course sprint
| Pos.                                                               | No. | Pilote                | Equipe                       | Constructeur | Tours | Temps/Ecarts    | Grille | Points |
| ------------------------------------------------------------------ | --- | --------------------- | ---------------------------- | ------------ | ----- | --------------- | ------ | ------ |
| 1                                                                  | 89  | Jorge Martín          | Prima Pramac Racing          | Ducati       | 11    | 20 min 52 s 634 | 5      | 12     |
| 2                                                                  | 49  | Fabio Di Giannantonio | Gresini Racing MotoGP        | Ducati       | 11    | +0 s 391        | 2      | 9      |
| 3                                                                  | 10  | Luca Marini           | Mooney VR46 Racing Team      | Ducati       | 11    | +2 s 875        | 1      | 7      |
| 4                                                                  | 73  | Álex Márquez          | Gresini Racing MotoGP        | Ducati       | 11    | +3 s 370        | 3      | 6      |
| 5                                                                  | 1   | Francesco Bagnaia     | Ducati Lenovo Team           | Ducati       | 11    | +3 s 957        | 4      | 5      |
| 6                                                                  | 12  | Maverick Viñales      | Aprilia Racing               | Aprilia      | 11    | +4 s 239        | 8      | 4      |
| 7                                                                  | 33  | Brad Binder           | Red Bull KTM Factory Racing  | KTM          | 11    | +5 s 761        | 11     | 3      |
| 8                                                                  | 20  | Fabio Quartararo      | Monster Energy Yamaha MotoGP | Yamaha       | 11    | +6 s 454        | 14     | 2      |
| 9                                                                  | 37  | Augusto Fernández     | GasGas Factory Racing Tech3  | KTM          | 11    | +8 s 285        | 12     | 1      |
| 10                                                                 | 5   | Johann Zarco          | Prima Pramac Racing          | Ducati       | 11    | +8 s 314        | 6      |        |
| 11                                                                 | 93  | Marc Márquez          | Repsol Honda Team            | Honda        | 11    | +9 s 596        | 7      |        |
| 12                                                                 | 43  | Jack Miller           | Red Bull KTM Factory Racing  | KTM          | 11    | +10 s 173       | 16     |        |
| 13                                                                 | 72  | Marco Bezzecchi       | Mooney VR46 Racing Team      | Ducati       | 11    | +10 s 646       | 13     |        |
| 14                                                                 | 25  | Raúl Fernández        | CryptoData RNF MotoGP Team   | Aprilia      | 11    | +11 s 117       | 9      |        |
| 15                                                                 | 21  | Franco Morbidelli     | Monster Energy Yamaha MotoGP | Yamaha       | 11    | +12 s 163       | 18     |        |
| 16                                                                 | 44  | Pol Espargaró         | GasGas Factory Racing Tech3  | KTM          | 11    | +12 s 745       | 19     |        |
| 17                                                                 | 27  | Iker Lecuona          | LCR Honda Castrol            | Honda        | 11    | +19 s 285       | 21     |        |
| 18                                                                 | 30  | Takaaki Nakagami      | LCR Honda Idemitsu           | Honda        | 11    | +26 s 238       | 22     |        |
| 19                                                                 | 36  | Joan Mir              | Repsol Honda Team            | Honda        | 11    | +28 s 446       | 20     |        |
| 20                                                                 | 23  | Enea Bastianini       | Ducati Lenovo Team           | Ducati       | 11    | +35 s 553       | 15     |        |
| Ab.                                                                | 41  | Aleix Espargaró       | Aprilia Racing               | Aprilia      | 1     | Abandon         | 10     |        |
| Ab.                                                                | 88  | Miguel Oliveira       | CryptoData RNF MotoGP Team   | Aprilia      | 0     | Chute           | 17     |        |
| Meilleur tour du sprint: Jorge Martín (Ducati) – 1:53.355 (tour 6) |     |                       |                              |              |       |                 |        |        |
| Rapport officiel                                                   |     |                       |                              |              |       |                 |        |        |

### Course principale
| Pos.                                                                   | No. | Pilote                | Equipe                       | Constructeur | Tours | Temps/Ecarts       | Grille | Points |
| ---------------------------------------------------------------------- | --- | --------------------- | ---------------------------- | ------------ | ----- | ------------------ | ------ | ------ |
| 1                                                                      | 49  | Fabio Di Giannantonio | Gresini Racing MotoGP        | Ducati       | 22    | 41 min 43 s 654    | 2      | 25     |
| 2                                                                      | 1   | Francesco Bagnaia     | Ducati Lenovo Team           | Ducati       | 22    | +2 s 734           | 4      | 20     |
| 3                                                                      | 10  | Luca Marini           | Mooney VR46 Racing Team      | Ducati       | 22    | +4 s 408           | 1      | 16     |
| 4                                                                      | 12  | Maverick Viñales      | Aprilia Racing               | Aprilia      | 22    | +4 s 488           | 8      | 13     |
| 5                                                                      | 33  | Brad Binder           | Red Bull KTM Factory Racing  | KTM          | 22    | +7 s 246           | 10     | 11     |
| 6                                                                      | 73  | Álex Márquez          | Gresini Racing MotoGP        | Ducati       | 22    | +7 s 620           | 3      | 10     |
| 7                                                                      | 20  | Fabio Quartararo      | Monster Energy Yamaha MotoGP | Yamaha       | 22    | +7 s 828           | 13     | 9      |
| 8                                                                      | 23  | Enea Bastianini       | Ducati Lenovo Team           | Ducati       | 22    | +8 s 239           | 14     | 8      |
| 9                                                                      | 43  | Jack Miller           | Red Bull KTM Factory Racing  | KTM          | 22    | +11 s 509          | 15     | 7      |
| 10                                                                     | 89  | Jorge Martín          | Prima Pramac Racing          | Ducati       | 22    | +14 s 819          | 5      | 6      |
| 11                                                                     | 93  | Marc Márquez          | Repsol Honda Team            | Honda        | 22    | +14 s 964          | 7      | 5      |
| 12                                                                     | 5   | Johann Zarco          | Prima Pramac Racing          | Ducati       | 22    | +17 s 431          | 6      | 4      |
| 13                                                                     | 72  | Marco Bezzecchi       | Mooney VR46 Racing Team      | Ducati       | 22    | +17 s 807          | 12     | 3      |
| 14                                                                     | 36  | Joan Mir              | Repsol Honda Team            | Honda        | 22    | +18 s 673          | 19     | 2      |
| 15                                                                     | 37  | Augusto Fernández     | GasGas Factory Racing Tech3  | KTM          | 22    | +21 s 455          | 11     | 1      |
| 16                                                                     | 21  | Franco Morbidelli     | Monster Energy Yamaha MotoGP | Yamaha       | 22    | +21 s 474          | 17     |        |
| 17                                                                     | 25  | Raúl Fernández        | CryptoData RNF MotoGP Team   | Aprilia      | 22    | +22 s 142          | 9      |        |
| 18                                                                     | 44  | Pol Espargaró         | GasGas Factory Racing Tech3  | KTM          | 22    | +27 s 194          | 18     |        |
| 19                                                                     | 30  | Takaaki Nakagami      | LCR Honda Idemitsu           | Honda        | 22    | +27 s 740          | 20     |        |
| Ab.                                                                    | 41  | Aleix Espargaró       | Aprilia Racing               | Aprilia      | 6     | Abandon            | 16     |        |
| Ab.                                                                    | 27  | Iker Lecuona          | LCR Honda Castrol            | Honda        | 0     | Problème technique | 21     |        |
| DNS                                                                    | 88  | Miguel Oliveira       | CryptoData RNF MotoGP Team   | Aprilia      |       | Non partant        |        |        |
| Meilleur tour en course: Enea Bastianini (Ducati) – 1:52.978 (tour 22) |     |                       |                              |              |       |                    |        |        |
| OFFICIAL MOTOGP RACE REPORT                                            |     |                       |                              |              |       |                    |        |        |

## Classement Moto2
| Pos.                                                            | No. | Pilote                  | Constructeur | Tours | Time/Retired    | Grille | Points |
| --------------------------------------------------------------- | --- | ----------------------- | ------------ | ----- | --------------- | ------ | ------ |
| 1                                                               | 54  | Fermín Aldeguer         | Boscoscuro   | 18    | 35 min 32 s 117 | 4      | 25     |
| 2                                                               | 18  | Manuel González         | Kalex        | 18    | +2 s 643        | 9      | 20     |
| 3                                                               | 40  | Arón Canet              | Kalex        | 18    | +2 s 652        | 3      | 16     |
| 4                                                               | 79  | Ai Ogura                | Kalex        | 18    | +4 s 585        | 12     | 13     |
| 5                                                               | 96  | Jake Dixon              | Kalex        | 18    | +4 s 645        | 6      | 11     |
| 6                                                               | 13  | Celestino Vietti        | Kalex        | 18    | +5 s 936        | 2      | 10     |
| 7                                                               | 37  | Pedro Acosta            | Kalex        | 18    | +6 s 606        | 7      | 9      |
| 8                                                               | 35  | Somkiat Chantra         | Kalex        | 18    | +6 s 630        | 13     | 8      |
| 9                                                               | 21  | Alonso López            | Boscoscuro   | 18    | +7 s 269        | 10     | 7      |
| 10                                                              | 14  | Tony Arbolino           | Kalex        | 18    | +11 s 302       | 11     | 6      |
| 11                                                              | 16  | Joe Roberts             | Kalex        | 18    | +11 s 565       | 1      | 5      |
| 12                                                              | 22  | Sam Lowes               | Kalex        | 18    | +11 s 663       | 5      | 4      |
| 13                                                              | 24  | Marcos Ramírez          | Kalex        | 18    | +16 s 105       | 8      | 3      |
| 14                                                              | 15  | Darryn Binder           | Kalex        | 18    | +16 s 306       | 20     | 2      |
| 15                                                              | 52  | Jeremy Alcoba           | Kalex        | 18    | +19 s 293       | 19     | 1      |
| 16                                                              | 71  | Dennis Foggia           | Kalex        | 18    | +19 s 513       | 23     |        |
| 17                                                              | 11  | Sergio García           | Kalex        | 18    | +19 s 602       | 21     |        |
| 18                                                              | 7   | Barry Baltus            | Kalex        | 18    | +19 s 968       | 16     |        |
| 19                                                              | 84  | Zonta van den Goorbergh | Kalex        | 18    | +23 s 303       | 14     |        |
| 20                                                              | 17  | Álex Escrig             | Forward      | 18    | +25 s 075       | 15     |        |
| 21                                                              | 75  | Albert Arenas           | Kalex        | 18    | +28 s 571       | 22     |        |
| 22                                                              | 64  | Bo Bendsneyder          | Kalex        | 18    | +28 s 636       | 25     |        |
| 23                                                              | 28  | Izan Guevara            | Kalex        | 18    | +30 s 571       | 24     |        |
| 24                                                              | 33  | Rory Skinner            | Kalex        | 18    | +32 s 413       | 29     |        |
| 25                                                              | 23  | Taiga Hada              | Kalex        | 18    | +35 s 127       | 28     |        |
| 26                                                              | 9   | Mattia Casadei          | Kalex        | 18    | +36 s 741       | 27     |        |
| Ab.                                                             | 5   | Kohta Nozane            | Kalex        | 11    | Accident        | 30     |        |
| Ab.                                                             | 3   | Lukas Tulovic           | Kalex        | 7     | Accident        | 17     |        |
| Ab.                                                             | 4   | Sean Dylan Kelly        | Forward      | 4     | Accident        | 26     |        |
| DNS                                                             | 12  | Filip Salač             | Kalex        |       | Non partant     | 18     |        |
| Meilleur tour en course: Sam Lowes (Kalex) – 1:57.366 (tour 18) |     |                         |              |       |                 |        |        |
| OFFICIAL MOTO2 RACE REPORT                                      |     |                         |              |       |                 |        |        |

## Classement Moto3
| Pos.                                                                   | No. | Pilote              | Constructeur | Tours | Temps/Ecarts    | Grille | Points |
| ---------------------------------------------------------------------- | --- | ------------------- | ------------ | ----- | --------------- | ------ | ------ |
| 1                                                                      | 5   | Jaume Masià         | Honda        | 16    | 33 min 50 s 694 | 10     | 25     |
| 2                                                                      | 80  | David Alonso        | Gas Gas      | 16    | +0 s 052        | 12     | 20     |
| 3                                                                      | 53  | Deniz Öncü          | KTM          | 16    | +0 s 163        | 3      | 16     |
| 4                                                                      | 54  | Riccardo Rossi (it) | Honda        | 16    | +0 s 285        | 18     | 13     |
| 5                                                                      | 21  | Vicente Pérez       | KTM          | 16    | +1 s 553        | 11     | 11     |
| 6                                                                      | 71  | Ayumu Sasaki        | Husqvarna    | 16    | +1 s 566        | 4      | 10     |
| 7                                                                      | 18  | Matteo Bertelle     | Honda        | 16    | +1 s 725        | 8      | 9      |
| 8                                                                      | 27  | Kaito Toba          | Honda        | 16    | +1 s 846        | 23     | 8      |
| 9                                                                      | 96  | Daniel Holgado      | KTM          | 16    | +1 s 943        | 1      | 7      |
| 10                                                                     | 95  | Collin Veijer       | Husqvarna    | 16    | +2 s 019        | 5      | 6      |
| 11                                                                     | 55  | Romano Fenati       | Honda        | 16    | +3 s 634        | 6      | 5      |
| 12                                                                     | 44  | David Muñoz         | KTM          | 16    | +4 s 003        | 21     | 4      |
| 13                                                                     | 66  | Joel Kelso          | CFMoto       | 16    | +4 s 060        | 7      | 3      |
| 14                                                                     | 72  | Taiyo Furusato      | Honda        | 16    | +4 s 166        | 16     | 2      |
| 15                                                                     | 48  | Iván Ortolá         | KTM          | 16    | +4 s 228        | 9      | 1      |
| 16                                                                     | 99  | José Antonio Rueda  | KTM          | 16    | +4 s 707        | 17     |        |
| 17                                                                     | 31  | Adrián Fernández    | Honda        | 16    | +5 s 139        | 13     |        |
| 18                                                                     | 82  | Stefano Nepa        | KTM          | 16    | +5 s 221        | 20     |        |
| 19                                                                     | 19  | Scott Ogden         | Honda        | 16    | +5 s 589        | 15     |        |
| 20                                                                     | 43  | Xavier Artigas      | CFMoto       | 16    | +7 s 934        | 14     |        |
| 21                                                                     | 6   | Ryusei Yamanaka     | Gas Gas      | 16    | +8 s 140        | 24     |        |
| 22                                                                     | 63  | Syarifuddin Azman   | KTM          | 16    | +22 s 445       | 22     |        |
| 23                                                                     | 38  | David Salvador      | KTM          | 16    | +22 s 622       | 26     |        |
| 24                                                                     | 20  | Lorenzo Fellon      | KTM          | 16    | +33 s 718       | 25     |        |
| 25                                                                     | 64  | Mario Aji           | Honda        | 16    | +34 s 010       | 28     |        |
| 26                                                                     | 10  | Diogo Moreira       | KTM          | 16    | +41 s 722       | 2      |        |
| Ab.                                                                    | 7   | Filippo Farioli     | KTM          | 3     | Accident        | 27     |        |
| Ab.                                                                    | 70  | Joshua Whatley      | Honda        | 0     | Accident        | 19     |        |
| Meilleur tour en course: Ayumu Sasaki (Husqvarna) – 2:05.501 (tour 15) |     |                     |              |       |                 |        |        |
| Rapport officiel                                                       |     |                     |              |       |                 |        |        |

## Classements provisoires aux Championnats
Seule le top5 de chaque championnat a l’issue du Grand Prix est présenté ici,,.

### MotoGP
|  | Pos. | Pilote            | Points |
|  | ---- | ----------------- | ------ |
|  | 1    | Francesco Bagnaia | 437    |
|  | 2    | Jorge Martín      | 416    |
|  | 3    | Marco Bezzecchi   | 326    |
|  | 4    | Brad Binder       | 268    |
|  | 5    | Johann Zarco      | 204    |

|  | Pos. | Constructeur | Points |
|  | ---- | ------------ | ------ |
|  | 1    | Ducati       | 663    |
|  | 2    | KTM          | 348    |
|  | 3    | Aprilia      | 309    |
|  | 4    | Yamaha       | 187    |
|  | 5    | Honda        | 174    |

|  | Pos. | Equipe                      | Points |
|  | ---- | --------------------------- | ------ |
|  | 1    | Prima Pramac Racing         | 620    |
|  | 2    | Ducati Lenovo Team          | 531    |
|  | 3    | Mooney VR46 Racing Team     | 520    |
|  | 4    | Red Bull KTM Factory Racing | 431    |
|  | 5    | Aprilia Racing              | 390    |

### Moto2
|  | Pos. | Pilote          | Points |
|  | ---- | --------------- | ------ |
|  | 1    | Pedro Acosta    | 329.5  |
|  | 2    | Tony Arbolino   | 246.5  |
|  | 3    | Jake Dixon      | 194    |
|  | 4    | Fermín Aldeguer | 187    |
|  | 5    | Arón Canet      | 175    |

|  | Pos. | Constructeur | Points |
|  | ---- | ------------ | ------ |
|  | 1    | Kalex        | 442.5  |
|  | 2    | Boscoscuro   | 261    |
|  | 3    | Forward      | 5      |

|  | Pos. | Equipe                   | Points |
|  | ---- | ------------------------ | ------ |
|  | 1    | Red Bull KTM Ajo         | 408.5  |
|  | 2    | Elf Marc VDS Racing Team | 341.5  |
|  | 3    | Beta Tools Speed Up      | 321    |
|  | 4    | Idemitsu Honda Team Asia | 294    |
|  | 5    | Pons Wegow Los40         | 259    |

### Moto3
|  | Pos. | Pilote         | Points |
|  | ---- | -------------- | ------ |
|  | 1    | Jaume Masià    | 271    |
|  | 2    | Ayumu Sasaki   | 243    |
|  | 3    | David Alonso   | 225    |
|  | 4    | Daniel Holgado | 212    |
|  | 5    | Deniz Öncü     | 212    |

|  | Pos. | Constructeur | Points |
|  | ---- | ------------ | ------ |
|  | 1    | KTM          | 378    |
|  | 2    | Honda        | 322    |
|  | 3    | Husqvarna    | 282    |
|  | 4    | Gas Gas      | 250    |
|  | 5    | CFMoto       | 104    |

|  | Pos. | Equipe                         | Points |
|  | ---- | ------------------------------ | ------ |
|  | 1    | Liqui Moly Husqvarna Intact GP | 379    |
|  | 2    | Leopard Racing                 | 344    |
|  | 3    | Red Bull KTM Ajo               | 323    |
|  | 4    | Gaviota GasGas Aspar Team      | 303    |
|  | 5    | Angeluss MTA Team              | 272    |